# Moto Guzzi 125 TT
De Moto Guzzi 125 TT was een lichte motorfiets van het merk Moto Guzzi, die samen met het zusterbedrijf Benelli werd ontwikkeld en waarvan beide merken hun eigen versie uitbrachten. Dat gebeurde ook met de gelijktijdig geïntroduceerde Moto Guzzi 125 C, waarvan de motor en het frame identiek waren.

## Voorgeschiedenis
Al aan het begin van de jaren zeventig waren zowel Benelli als Moto Guzzi opgekocht door de autofabrikant Alejandro de Tomaso. Die moderniseerde de modellen van beide merken en in veel gevallen werden motorfietsen door een vorm van badge-engineering door beide merken geproduceerd en verkocht. Al in 1974 waren op die manier ook de Moto Guzzi 125 Tuttoterreno en de Moto Guzzi 125 Turismo verschenen. In de jaren tachtig gingen beide merken meer hun eigen weg, maar in 1983 begon men met de ontwikkeling van een nieuwe 125 cc tweetaktmotor om de oude modellen te vervangen. Moto Guzzi had al jaren (sinds de Stornello 125 Regolarità uit 1962) lichte allroads in haar programma gehad. In Italië mochten 16-jarigen op 125 cc motorfietsen rijden, waardoor juist deze populaire modellen in die cilinderinhoud populair waren.

## 125 TT
De ontwikkeling van de 125 TT (Tutto Terreno) duurde echter vrij lang, waardoor het model pas in 1985 te koop was. Net als bij de 125 C, die zeer compleet was uitgevoerd, was ook bij de 125 TT niet bezuinigd: standaard zat er een klein bagagerekje op en rond de koplamp zat een klein stuurkuipje. De hele aandrijflijn was bij de 125 T zwart gelakt.

### Motor
De 123 cc tweetaktmotor had vloeistofkoeling, maar desondanks waren er aanvankelijk koelribben aangebracht, die bij latere modellen verdwenen. Hij had elektronische ontsteking en een membraaninlaat. Er was geen mengsmering meer toegepast: de machine had een aparte olietank en -pomp. Ook was er een balansas toegepast.

### Aandrijflijn
De aandrijving verliep via een meervoudige natte platenkoppeling, een zesversnellingsbak en een ketting.

### Rijwielgedeelte
Er was een licht dubbel wiegframe toegepast, dat gelijk was aan dat van de Moto Guzzi 125 C. Aan de voorkant zat een 35 mm Marzocchi telescoopvork met een veerweg van 200 mm, maar achter was monovering gebruikt. In het voorwiel zat één schijfrem, achter was een trommelrem ingebouwd.

## Technische gegevens
| Moto Guzzi             | 125 TT                                                |
| ---------------------- | ----------------------------------------------------- |
| Periode                | 1985-1988                                             |
| Categorie              | allroad                                               |
| Motortype              | tweetaktmotor                                         |
| Bouwwijze              | dwarsgeplaatste vloeistofgekoelde staande eencilinder |
| Cilinder               | aluminium met nikasilvoering                          |
| Cilinderkop            | aluminium                                             |
| Carburateur            | Dell'Orto PHBL 25 BS                                  |
| Ontsteking             | elektronisch                                          |
| Boring                 | 56 mm                                                 |
| Slag                   | 50 mm                                                 |
| Cilinderinhoud         | 123,2 cc                                              |
| Smeersysteem           | total loss smering met aparte olietank                |
| Compressieverhouding   | 11,5:1                                                |
| Max. vermogen          | 16,5 pk bij 7.000 tpm,                                |
| Topsnelheid            | 110 km/h                                              |
| Primaire aandrijving   | tandwielen                                            |
| Koppeling              | meervoudige natte platenkoppeling                     |
| Versnellingen          | 6 voetgeschakeld                                      |
| Secundaire aandrijving | ketting                                               |
| Frame                  | dubbel wiegframe                                      |
| Wielbasis              | onbekend                                              |
| Vering vóór            | Marzocchi telescoopvork                               |
| Vering achter          | swingarm met monovering                               |
| Banden                 | vóór 2.75 x 21", achter 4.10 x 18"                    |
| Rem(men)               | vóór schijfrem, achter trommelrem                     |
| Gewicht                | 110 kg                                                |
| Tankinhoud             | 11,5 liter                                            |